# Алтуфьево (станция метро)
«Алту́фьево» — станция Московского метрополитена, конечная северного радиуса Серпуховско-Тимирязевской линии. Открыта 15 июля 1994 года при продлении линии на север от станции «Бибирево». Глубина заложения — 9 м. Являлась самой северной станцией Московского метрополитена до открытия станции «Физтех» на Люблинско-Дмитровской линии. Наряду со станцией Лианозово до сих пор является самой северной станцией внутри МКАД.
Названа по исторической местности, в которой находится, а также по Алтуфьевскому шоссе. Первоначально планировалось назвать станцию «Череповецкая», а затем «Алтуфьевская».
Станция довольно загружена — она расположена в крупных спальных районах Лианозово и Бибирево.
За станцией расположены тупики для оборота и ночного отстоя составов. Кроме того, в тупиках также расположен пункт технического обслуживания для планового осмотра составов как из электродепо «Владыкино», так и из электродепо «Варшавское».

## История
Станция открыта 15 июля 1994 в составе участка «Бибирево» — «Алтуфьево», стала 150-й станцией Московского метрополитена.

## Оформление
Путевые стены облицованы чёрным мрамором, пол выложен чёрным и серым гранитом. В боковых нишах свода расположены оригинальные светильники. В 2013 году в светильниках ртутные лампы были заменены люминесцентными, что повысило качество освещения. Свод из монолитного железобетона опирается на предварительно сооружённые «стены в грунте».
Внешний вид станции страдает от многочисленных подтёков, вызванных повреждением гидроизоляции при обратной засыпке грунта после постройки станции. «Метрогипротрансом» ведётся разработка проекта реконструкции станции с восстановлением повреждений и усилением гидроизоляции.

## Вестибюли
Выходы со станции ведут через подземные переходы к пересечению Алтуфьевского шоссе с Череповецкой улицей и улицей Лескова. Через северный вестибюль (открывается в 5:40) — по лестницам на Алтуфьевское шоссе, к улицам Череповецкой и Лескова. Через южный вестибюль (открывается в 5:30) — по лестницам на Алтуфьевское шоссе, Шенкурский проезд, к улицам Череповецкой и Лескова.
Поскольку станция была открыта уже в постсоветский период, на входах в вестибюли рядом с названием впервые не была размещена традиционная надпись «Московский метрополитен имени В. И. Ленина».
На северном выходе со станции был установлен передвижной подъёмник для людей с ограниченными возможностями. Таким образом, «Алтуфьево» стала первой станцией, приспособленной для инвалидов. Однако некоторое время подъёмник находился в неработоспособном состоянии и в начале 2014 года был демонтирован.
С февраля по август 2009 г. северный вестибюль станции был закрыт в связи с ремонтными работами.

## Пассажиропоток
Пассажиропоток по станции в сутки (1999) — 73 270 человек. Пассажиропоток по вестибюлям в сутки (2002): по входу — 72,2 тыс. чел., по выходу — 72,3 тыс. чел.

## Наземный общественный транспорт

### Городской
На этой станции можно пересесть на следующие маршруты городского пассажирского транспорта:
- Автобусы: м44, м44к, е59, 284, 352, 503, 525, 559, 560, 564, 571, 586, 598, 601, 705, 815, 928, т73, н9

### Областной
На этой же станции можно пересесть на областные автобусные маршруты:

273, 302, 303, 310к, 401, 456, 519, 545, 572, 1062.

## Галерея

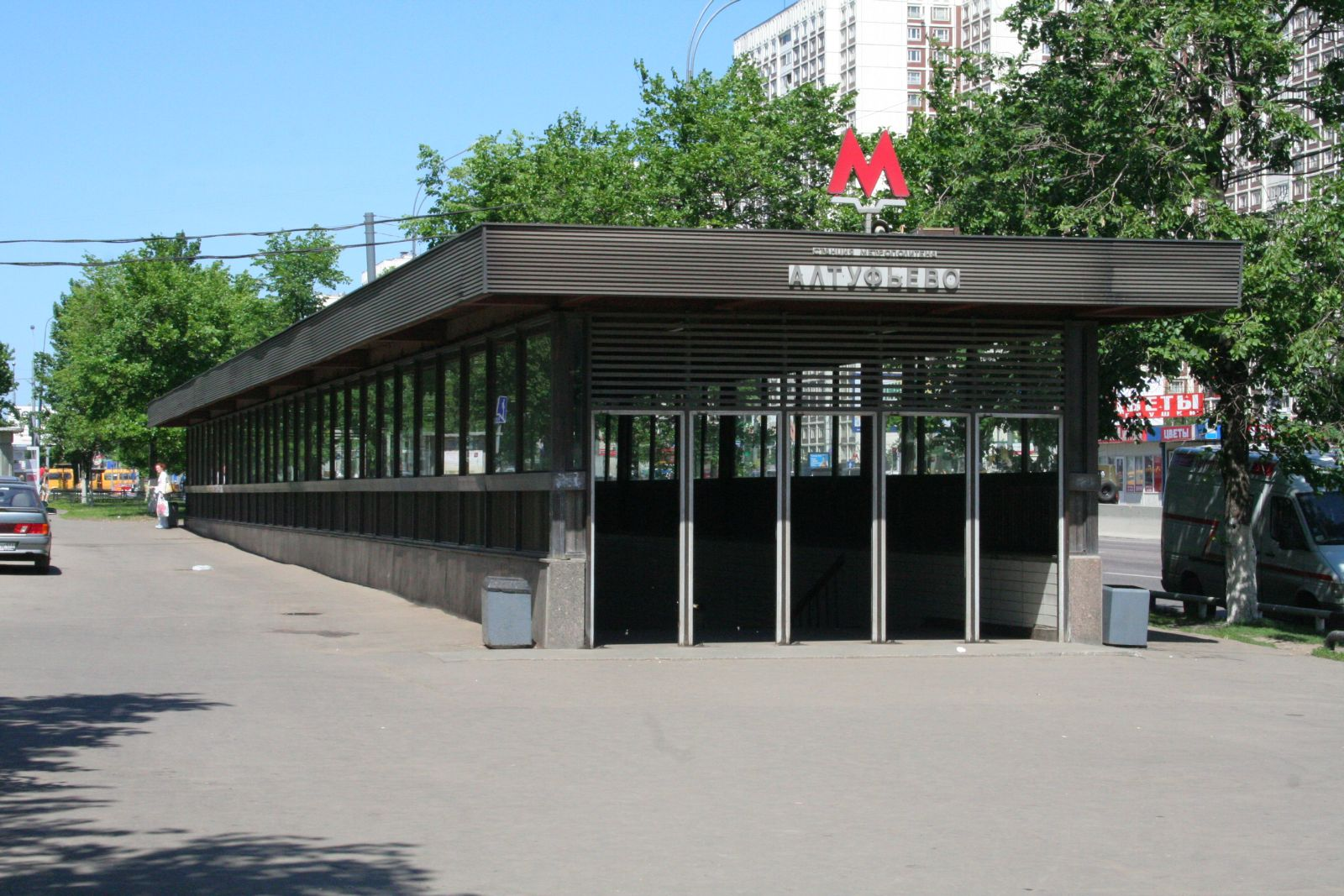
Вход на станцию «Алтуфьево» и в подземный переход
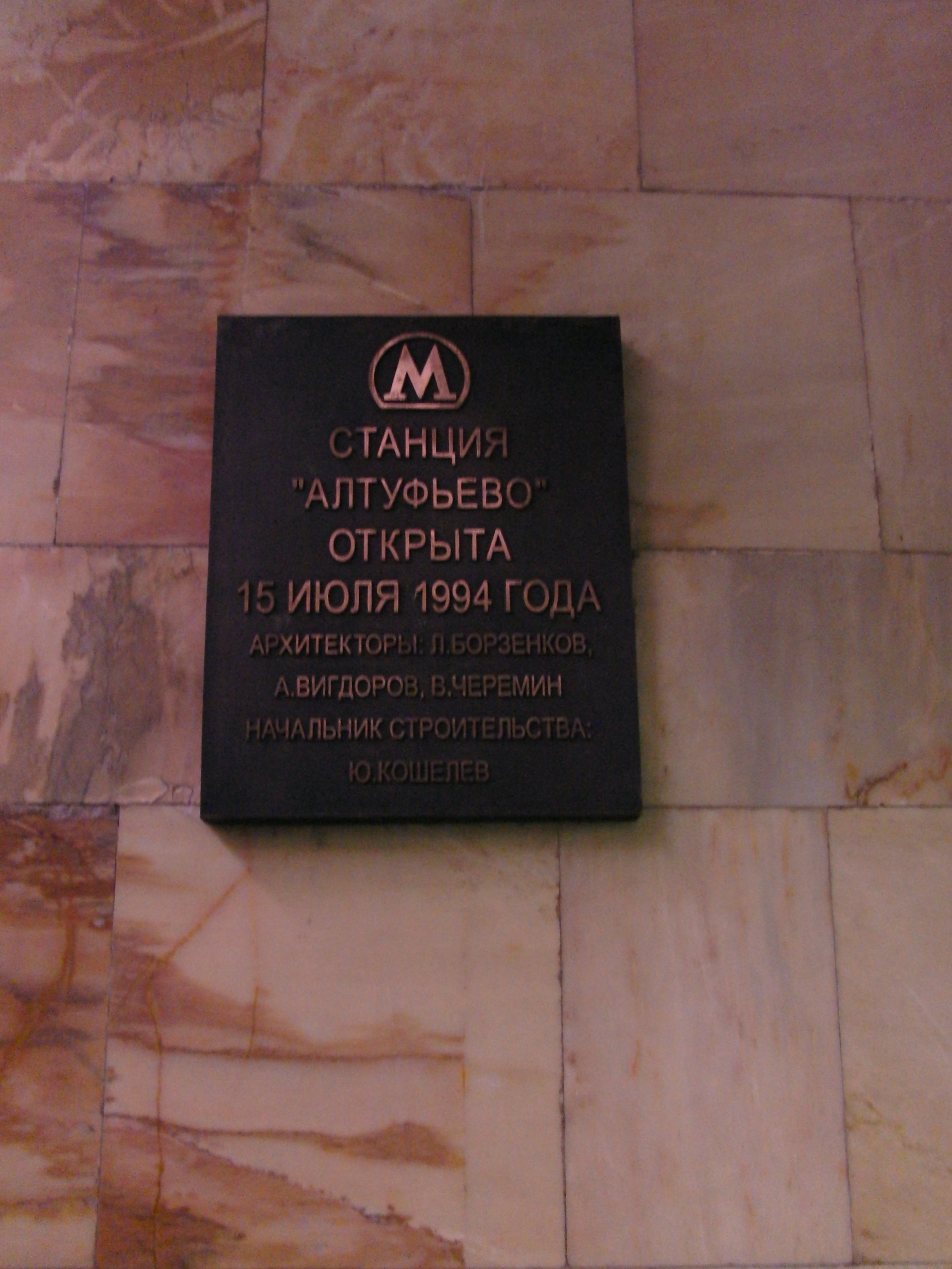
Табличка-вывеска
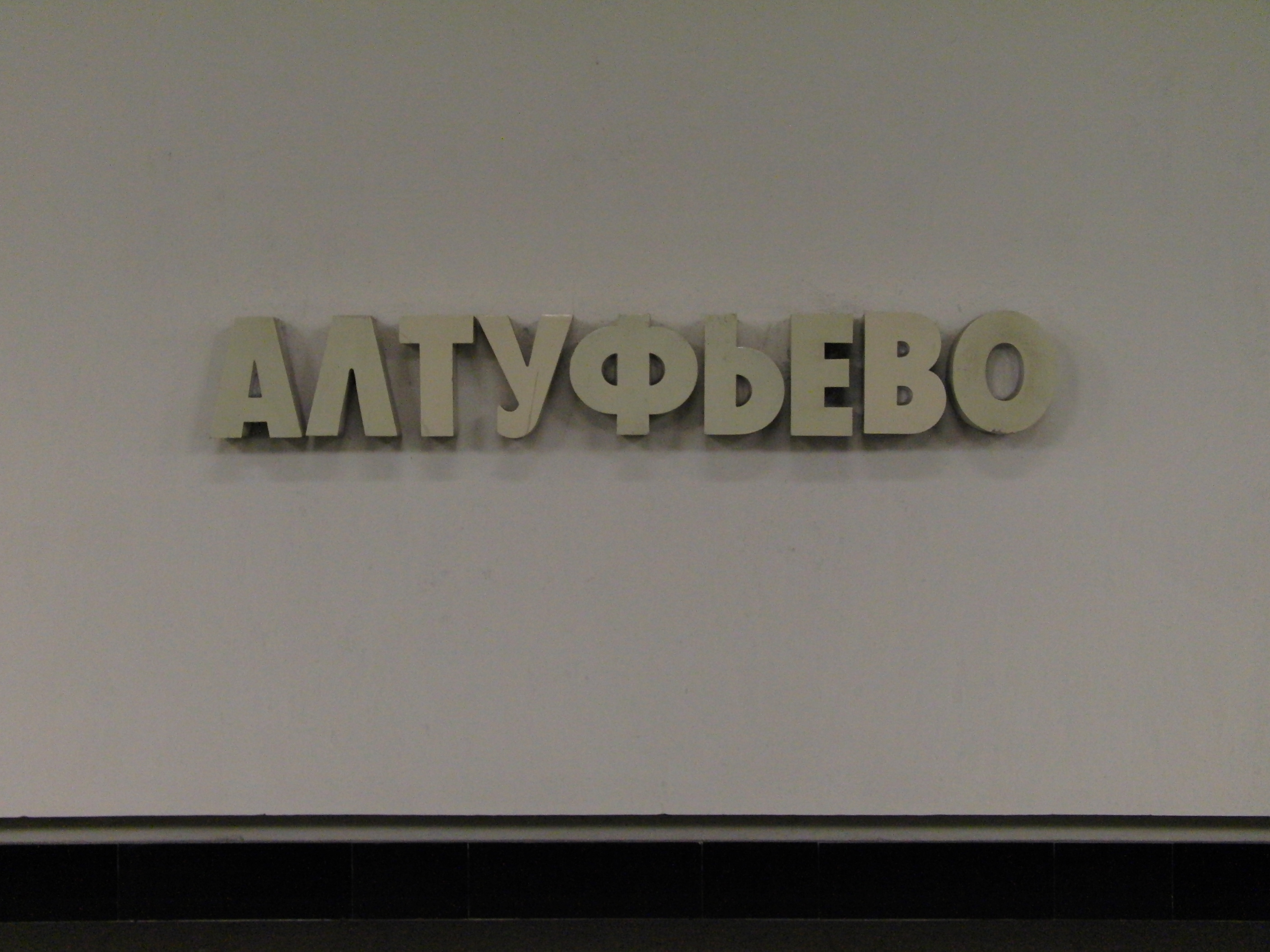
Название на путевой стене.
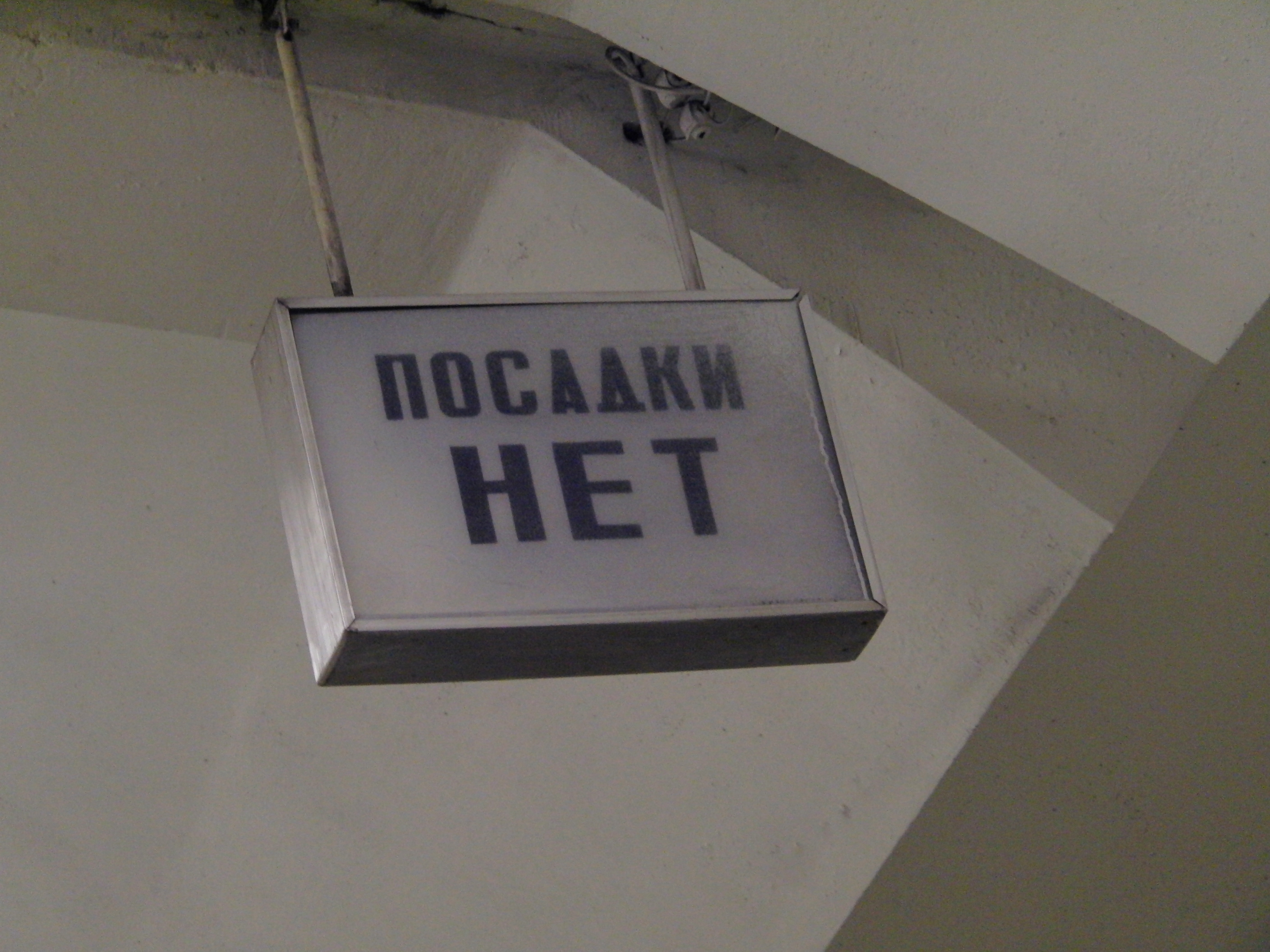
Табличка «Посадки нет». 22 декабря 2010 года
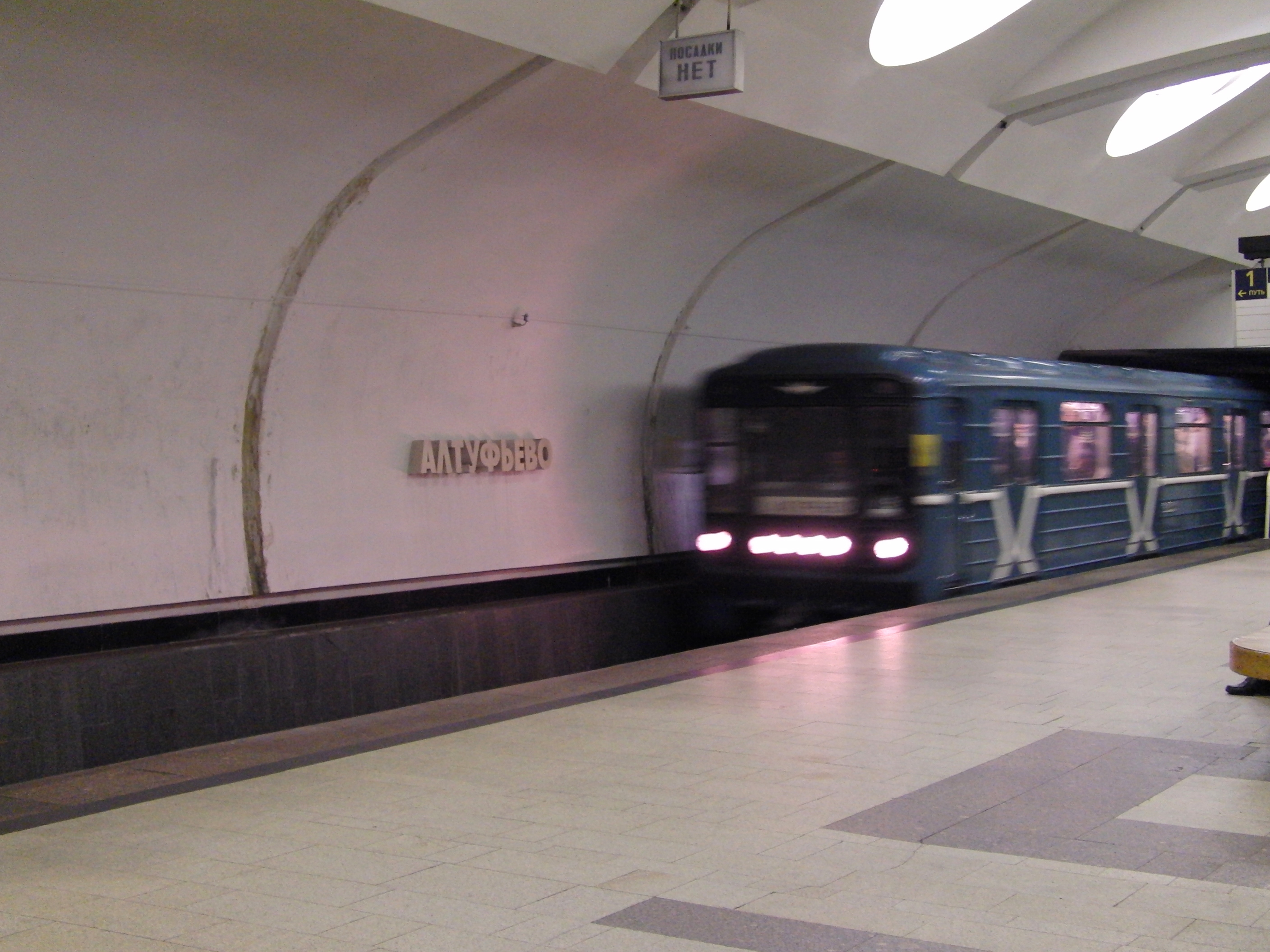
Посадочная платформа

## Станция в цифрах
- Таблица времени прохождения первого поезда через станцию[4]:

| По чётным числам             | Будние дни | Выходные дни |
| По нечётным числам           | Будние дни | Выходные дни |
| В сторону станции «Бибирево» | 06:03      | 06:03        |
| В сторону станции «Бибирево» | 05:41      | 05:40        |